# Graiul crișean
Graiul crișean este unul din graiurile românești recunoscute ca autonome de către majoritatea lingviștilor, de exemplu Sextil Pușcariu, Emil Petrovici, Ion Coteanu, Sever Pop, Romulus Todoran, Gheorghe Ivănescu. Face parte din grupul de nord al graiurilor și, în cadrul acestuia, din grupul graiurilor transilvănene. Unii lingviști, precum Emil Petrovici și Ion Coteanu, adaugă graiului crișean și pe cel din Oaș.
Graiul crișean se împarte în trei zone: Bihor, care se extinde și asupra județului Arad și la românii din Ungaria, Țara Moților și valea Someșului.

## Caracteristici
Fonetice:
| Fenomen                                                                                       | Exemplu dialectal                      | Corespondent în varietatea standard |
| --------------------------------------------------------------------------------------------- | -------------------------------------- | ----------------------------------- |
| nazalizarea vocalelor urmate de [n]                                                           | [o'pitə̃'trjagə̃'strajt͡sə]               | o pâine-ntreagă în traistă          |
| grupul latinesc [ane] > [ɨne]                                                                 | câne                                   | câine                               |
| [e] > [ə], [i] > [ɨ], [e̯a] > [a], după [s], [ʃ], [t͡s], [z]                                    | să rupe orășan țân zâc                 | se rupe orășean țin zic             |
| [e̯a] > [a] după [t], [d], [l], [n] palatalizate                                               | ['cakə] [ɟal] [ʎak] [ɲam]              | teacă deal leac neam                |
| [e] accentuat > [ɛ] înaintea unei silabe cu vocala [e]                                        | ['pɛre]                                | pere                                |
| [o̯a] > [ɒ]                                                                                    | ['pɒrtə]                               | poartă                              |
| [d͡ʒ] > [ʒ]                                                                                    | jer                                    | ger                                 |
| palatalizarea consoanelor oclusive dentale înainte de [e] și [i] (poate fi de grade diferite) | [tʲej] sau [cej] [dʲintʲe] sau [ɟince] | tei dinte                           |
| palatalizarea lui [n] înainte de [e] și [i]                                                   | ['biɲe] ['domɲi]                       | bine domnii                         |
| palatalizarea lui [k] și [p] înainte de [e] și [i]                                            | [cej] [pʲej] sau [cej]                 | chei piei                           |
| [e̯a] accentuat și neaccentuat > [ɛ]                                                           | [lumɛ]                                 | lumea                               |
| [ɨj] > [ij]                                                                                   | întii                                  | întâi                               |
| epenteza lui [k] între [s] și [l]                                                             | sclab                                  | slab                                |
| proteza lui [a]                                                                               | anumără                                | numără                              |
| rotacismul lui [n] intervocalic în graiul din Țara Moților                                    | lură                                   | lună                                |

Gramaticale:
| Fenomen                                                                                            | Exemplu dialectal         | Corespondent în varietatea standard |
| -------------------------------------------------------------------------------------------------- | ------------------------- | ----------------------------------- |
| genitivul arhaic al articolului hotărât                                                            | omuli                     | omului                              |
| articolul posesiv cu formă unică                                                                   | a tău, a ta a tăi, a tale | al tău, a ta ai tăi, ale tale       |
| forme specifice ale verbului a fi                                                                  | îs îi                     | sunt este, e                        |
| forme specifice de persoana a III-a singular și plural ale verbului auxiliar al perfectului compus | o făcut, or făcut         | a făcut, au făcut                   |
| conjuncție specifică a conjunctivului în graiul din Bihor                                          | și merg                   | să merg                             |
| formă specifică, compusă, a mai mult ca perfectului                                                | m-am fo dusă              | mă dusesem                          |
| condiționalul trecut cu auxiliarul a vrea la perfect compus                                        | o vu(t) hori              | ar fi cântat                        |
| auxiliarul după verbul cu sens lexical                                                             | Făcut-ai foc? Duce-m-oi.  | Ai făcut foc? Mă voi duce.          |

Lexicale:
| Fenomen                      | Exemplu dialectal | Corespondent în varietatea standard |
| ---------------------------- | ----------------- | ----------------------------------- |
| arhaisme de origine latină   | vă!               | mergi!, du-te!                      |
| cuvinte specifice            | nari              | nas                                 |
| cuvinte cu sensuri specifice | a cânta           | a plânge                            |
| cuvinte de origine maghiară  | a cuștuli         | a gusta                             |
| cuvinte de origine germană   | firhang           | perdea                              |